# Ana Carmona Ruíz
Ana Carmona Ruiz (Malaga, 16 maggio 1908 – Malaga, 1940) è stata una calciatrice spagnola.

## Biografia
Ana Carmona Ruiz, soprannominata "Nita" o "Veleta", nacque nel quartiere Capuchinos di Malaga, in Spagna. Fu una pioniera del calcio femminile in un'epoca in cui le donne erano escluse da questo sport, considerato dannoso per la loro salute. Per poter giocare, Nita si travestiva da uomo, tagliandosi i capelli e fasciando il petto per nascondere le sue curve. Grazie a questo stratagemma, riuscì a partecipare a partite con squadre maschili come lo Sporting Malaga e il Vélez CF.
Carmona era la figlia più giovane di un operaio portuale e crebbe in un ambiente dove il calcio, portato dagli inglesi, iniziava a diffondersi. La sua passione per il calcio la portò a sfidare le convenzioni sociali dell'epoca, sostenuta inizialmente dalla nonna e dal sacerdote salesiano Francisco Míguez Fernández.
Nonostante le critiche sociali e i rischi personali, Nita riuscì a giocare diverse partite con squadre maschili. Tuttavia, quando venne scoperta la sua identità femminile, fu oggetto di attacchi e restrizioni. Durante la Seconda Repubblica Spagnola (1931-1939), ci fu un breve periodo di maggiore uguaglianza nello sport femminile, ma con l'avvento del regime franchista le opportunità per le donne si ridussero drasticamente.
Ana Carmona morì nel 1940 all'età di 32 anni a causa del tifo. Fu sepolta nel cimitero di San Rafael a Malaga indossando la maglia dello Sporting Malaga, circondata da compagni di squadra che avevano condiviso con lei partite clandestine.
Nel 2023, la città di Malaga ha deciso di onorarla dedicandole una strada vicino al luogo della sua nascita.